# Kokholm Dyssen
Der Kokholm Dyssen (auch Søster-Svenstrup Langdysse 1 genannt) ist ein Langdysse mit zwei Kammern in einem etwa 17,0 × 13,0 m messenden, abgepflügten und randsteinlosen Hügel. Er liegt am Kokholmvej südwestlich von Dåstrup und westlich von Viby auf der Insel Seeland in Dänemark. Der Dolmen stammt aus der Jungsteinzeit etwa 3500–2800 v. Chr. und ist eine Megalithanlage der Trichterbecherkultur (TBK).
Die westliche Kammer misst 1,45 × 1,25 m. Sie besteht aus vier Seitensteinen, zwei Gangsteinen und einem großen Deckstein. 
Die östliche Kammer misst 1,8 × 1,3 m. Sie besteht aus vier Seitensteinen, von denen der südliche nur die halbe Breite aufweist, zwei Gangsteinen und einem großen, in zwei Stücke zerbrochenen Deckstein.
In der Nähe liegen die Birkede Langdyssen 1 + 2, der Søster-Svenstrup Langdysse 2 und der Søster-Svenstrup Videdysse.